# Der blonde Eckbert
Der blonde Eckbert ist ein Kunstmärchen der Frühromantik von Ludwig Tieck. Es erschien erstmals 1797 in einer von Tieck selbst herausgegebenen Sammlung mit dem Titel Volksmärchen, verlegt von Carl August Nicolai in Berlin. Sie beinhaltet u. a. auch Tiecks Der Gestiefelte Kater und Ritter Blaubart.
Zuweilen wird die Veröffentlichung des Eckberts als Beginn der deutschen Literaturepoche der Romantik gesehen.

## Inhalt
Es geht um ein Ehepaar, den blonden Eckbert und seine Frau Bertha, das kinderlos in Zurückgezogenheit lebt. Eckberts Freund Walther ist ihr einziger Kontakt zur Außenwelt. Als dieser eines Tages, wie schon oft, das Ehepaar besucht, erzählt Bertha von ihrer Jugend:
Als Kind von ihrem Vater, einem armen Hirten, hart behandelt, ist sie achtjährig in den Wald geflüchtet und dort einer alten Frau begegnet, die sie mit in ihre Hütte nimmt. Sie lernt spinnen und lesen und muss den Hund und einen herrlich singenden Vogel betreuen, der täglich ein Ei mit einer Perle oder einem Edelstein legt. Der Vogel variiert im Verlauf der Geschichte ein Lied, das um das Schlüsselwort „Waldeinsamkeit“ kreist. Sechs Jahre verbringt Bertha so bei der Alten, die mit ihr sehr zufrieden ist. Immer größer aber wird ihre Sehnsucht nach der Welt der Ritter, die sie aus ihrer Lektüre kennt, und eines Tages flüchtet sie mit einem Gefäß voller Edelsteine, lässt den Hund zurück und erwürgt unterwegs den Vogel, der sie mit seinem Lied in Angst versetzt hat. Als sie in ihrem Heimatdorf erfährt, dass ihre Eltern gestorben sind, zieht sie in die Stadt und vermählt sich später mit dem Ritter Eckbert.
Kurz nachdem Bertha ihre Geschichte erzählt hat, fällt sie in ein Fieber. Eckbert glaubt, der Freund habe Schuld an der Krankheit, die letztlich auch zum Tod seiner Frau führt. Grund für den Verdacht ist zunächst, dass Eckbert bei Walther seit der Erzählung ein distanziertes, abweisendes Verhalten zu erkennen meint und vermutet, Walther würde einen Plan gegen ihn und seine Bertha schmieden.
Als Eckbert dann auch noch erfährt, dass Walther bei den wundersamen Geschichten aus Berthas Jugend wusste, dass ihr Hund Strohmian hieß, ohne dass Bertha den Namen genannt hat, steigert er sich aus wachsendem Misstrauen gegenüber Walther und angesichts des schlechten Gesundheitszustands seiner Frau in einen Wahn. Auf einem Ausritt entdeckt er Walther und erschießt ihn. Als Eckbert nach Hause kommt, ist auch seine Frau gestorben am schlechten Gewissen bezüglich des Hundes der Alten. 
Er bricht immer wieder von zu Hause auf, lässt den Wahnsinn scheinbar zurück und findet in dem jungen Ritter Hugo einen neuen Freund. Letzten Endes leidet Eckbert, der nun nicht nur um das gelüftete Geheimnis der Geschichte Berthas weiß, sondern sich zusätzlich noch des Mordes an Walther schuldig gemacht hat, aufgrund seines schlechten Gewissens an Verfolgungswahn und vermischt die Wahrnehmung der Realität zunehmend mit seiner Einbildung. Er sieht in Hugo den ermordeten Walther und vermutet, dass er sich ihm gegenüber durch die Preisgabe des Geheimnisses illoyal verhält. In großer Angst flieht Eckbert und kommt durch Zufall an die Stelle, an der Bertha als kleines Mädchen von der alten Frau aufgefunden und durch den Wald geführt wurde. Er hört den Hund bellen, den wundersamen Vogel singen und trifft schließlich auf die Alte, die ihn sofort erkennt. Sie macht ihm schwere Vorwürfe bezüglich Berthas damaligen Diebstahls und der anschließenden Flucht. Sie eröffnet ihm, dass sie in verwandelter Form gleichzeitig Walther und Hugo gewesen sei und dass er und Bertha Halb-Geschwister sind. Von dieser Nachricht erschüttert verfällt Eckbert in einen Wahn und stirbt.

## Interpretation
Die Binnenhandlung erzählt die Protagonistin Bertha durchgehend aus eigener Sicht in der Ich-Form. Sie weist die Zuhörer – Eckbert und Walther – explizit darauf hin, dass sie die Geschichte nicht für ein Märchen halten sollten, nur weil sie „sonderbar klingen mag“, so dass der Leser genau auf das Märchenhafte der Erzählung achten muss. Die optische und akustische Beschreibung der Natur spiegelt sich im Gefühlsleben der Erzählerin wider. Hierbei wird ein Konflikt zwischen Natur und Mensch aufgebaut, der nur durch die Vermittlung der Religion aufgehoben werden kann. Es existiert neben der äußeren Rahmenhandlung auch eine innere Erzählung, die das Gefühlsleben Eckberts beschreibt, der nicht klar zwischen Wirklichkeit und Wahn unterscheiden kann.
Interessant ist, dass die typisch romantische Verklärung des Wahnsinns bei Tieck aufgenommen und weiterverarbeitet wurde. Zwar ermöglicht der Wahn die Erkenntnis des Lebens in Inzest, aber er führt letztlich auch zum Tode.
Paul Wührl weist darauf hin, dass Der blonde Eckbert dem Märchen Frau Holle ähnele. Beide Märchen thematisieren einen problematischen Reifeprozess von jungen Mädchen, der motivisch durch eine unglückliche Kindheit, die Hilfe durch eine alte Frau und teilweise gar das Scheitern der Individuation gekennzeichnet ist. Genauer aufgeschlüsselt lässt sich dieses „Frau Holle-Schema“ wie folgt beschreiben: Frau Holle (oder die alte Frau der Waldeinsamkeit) repräsentiert eine mythische Mutterfigur, die Geborgenheit gewährt, solange man ihren Regeln folgt. Sowohl Pech- als auch Goldmarie fallen in den Brunnen, d. h., sie unternehmen eine Reise in die Unterwelt. Spindel und Nadel repräsentieren hierbei – wie oft von der Forschung bzgl. des Volksmärchens gedeutet – Geschlechtsreife. Brot und Äpfel stehen sinnbildlich dagegen dafür, dass Goldmarie ihr Dasein sichern kann. Die Initiationsprobe durch die Mutterfigur Holle tritt sie an, unterwirft sich den ihr aufgetragenen Pflichten und kann dementsprechend Frau Holles Haus als vollerblühte Frau verlassen. Pechmarie hingegen empfindet die weiblichen Pflichten als unzumutbaren Leistungsdruck. Da sie somit den Normen der Gesellschaft nicht gehorcht, wird sie der Ächtung preisgegeben. Jedoch sind auch zwei wesentliche Unterschiede zwischen den beiden Märchen auszumachen: Das Märchen Frau Holle unterstützt die erfolgreiche Individuation der Goldmarie durch das Negativbeispiel der Pechmarie. Außerdem endet Der Blonde Eckbert in Rätseln, Frau Holle jedoch mit volksmärchentypischem klaren Schluss in naiver Moral: Die „Gute“ wird belohnt, die „Böse“ bestraft.

## Sekundärliteratur
- Claudia Stockinger, Ronald Weger: Tieck-Bibliographie. In: Ludwig Tieck : Leben – Werk – Wirkung. Hg. von Claudia Stockinger und Stefan Scherer. Berlin [u. a.]: de Gruyter, 2011, S. 697–807, hier 770–774 [76 Studien zum Blonden Eckbert]. ISBN 978-3-11-018383-2, e-ISBN 978-3-11-021747-6.
- Winfried Freund: Ludwig Tieck: Der blonde Eckbert. Lektüreschlüssel, Ditzingen, Reclam 2005.
- Hanne Castein: Der blonde Eckbert. Der Runenberg. Erläuterungen und Dokumente, Ditzingen, Reclam 1986.
- Thomas Neubner: Das Paradies ist längst zerstört! Der Zerfall des Raum-Zeit-Kontinuums als erzählerisches Stilmittel. Eine werkimmanente Interpretation unter sozialpsychologischen Gesichtspunkten am Beispiel der Biografie der Bertha in Ludwig Tiecks Werk „Der Blonde Eckbert“. In: Mauerschau 1/2010. Raum und Zeit. Fachzeitschrift Germanistik. Universitätsverlag Rhein-Ruhr 2010.
- Sandra Schött: Nachwort. In: Ludwig Tieck: Der blonde Eckbert. Der Runenberg. Märchen. [Hg. mit Nachwort, Zeittafel, Worterklärungen und Literaturverzeichnis von Sandra Schött.] Husum/Nordsee 2011 [Jeweils die zweiten Fassungen aus dem Phantasus 1812], 39–41.
- Thomas Fries: Ein romantisches Märchen: „Der blonde Eckbert“ von Ludwig Tieck. In: Modern Language Notes, 88 (1973), 1180–1211.
- Paul Wührl: Das deutsche Kunstmärchen: Geschichte, Botschaft und Erzählstrukturen. Heidelberg: Quelle und Meyer, 1984.